# Robin Stenuit
Pour les articles homonymes, voir Sténuit.
Robin Stenuit, né le 16 juin 1990 à Ottignies-Louvain-la-Neuve, est un coureur cycliste belge.

## Biographie
Robin Stenuit naît le 16 juin 1990 à Ottignies-Louvain-la-Neuve en Belgique.
De 2009 à 2010, il court pour l'équipe continentale belge Verandas Willems. Il entre en 2011 dans l'équipe Wallonie Bruxelles-Crédit agricole. Il termine 2e du ZLM Tour cette année-là. Il quitte l'équipe fin 2012 pour faire sa saison 2013 dans l'équipe amateur Ottignies-Perwez. Il remporte l'Omloop van de Grensstreek, et termine 3e du Circuit des plages vendéennes et 3e du championnat de Belgique élites sans contrat. En 2014, il retourne dans l'équipe Wallonie-Bruxelles, il termine 2e de la Flèche côtière.
Non conservé par ses dirigeants à l'issue de la saison 2014, il signe un contrat en faveur de l'équipe continentale belge Veranclassic-Ekoï. Il remporte alors le Grand Prix de la ville de Nogent-sur-Oise, ainsi que la 1re étape du Tour de Gironde, où il termine 3e du classement général. Le 7 juin, il remporte le Mémorial Philippe Van Coningsloo. À cette occasion, il déclare « Pour moi le déclic s'est réalisé au Tour du Maroc. J'ai réalisé que je pouvais faire de belles choses sur le vélo. Depuis le début de l'année, j'ai perdu quatre kilogrammes. Les victoires en kermesse m'ont également donné de la confiance. Depuis quelque temps, tout fonctionne parfaitement ». 
Le 19 juillet, l'équipe continentale professionnelle Wanty-Groupe Gobert annonce avoir choisi Robin Stenuit comme stagiaire pour la période du 1er août au 31 décembre 2015. Il avait déjà couru pour cette équipe en 2009 et en 2010, du temps où celle-ci se nommait Verandas Willems, à ne pas confondre avec l'équipe contemporaine Verandas Willems. Le 24 mai, il s'impose au Championnat de Walhain, qui se court dans son ancien village. Le 30 août, il remporte la Coupe Sels. En fin d'année ses nouveaux dirigeants annoncent qu'il rejoint l'équipe pour la saison 2016. Il y restera jusque fin 2017.
Il effectuera une dernière saison à l'échelon professionnel en 2018 dans l'Équipe cycliste Sovac, une équipe algérienne de cyclisme sur route professionnelle ayant le statut d'équipe continentale.
Fin 2024, Cyril Saugrain, directeur sportif de l'équipe amateur Epilation First annonce dans une vidéo, postée sur son compte du réseau social Instagram et partagée par le coureur, que pour la saison 2025 Robin Stenuit intègrera cet effectif au sein duquel il aura inévitablement un rôle de coureur protégé. Il tentera notamment, comme en 2023 en catégorie "BCF - Pro Tour", de remporter une nouvelle fois le BXL Tour, épreuve se déroulant dans les rues de Bruxelles.

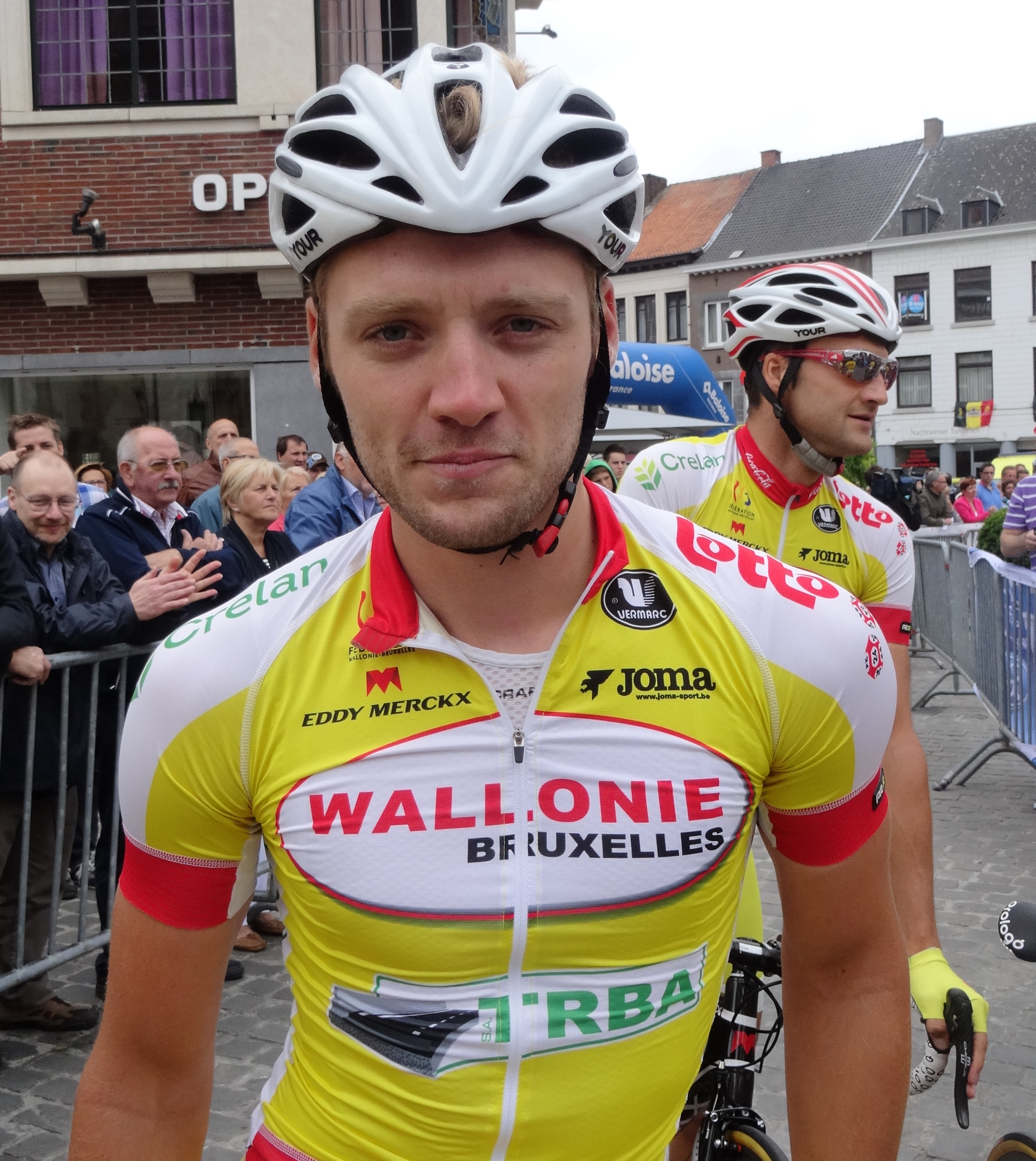
Robin Stenuit lors du Tour du Limbourg 2014 à Tongres.
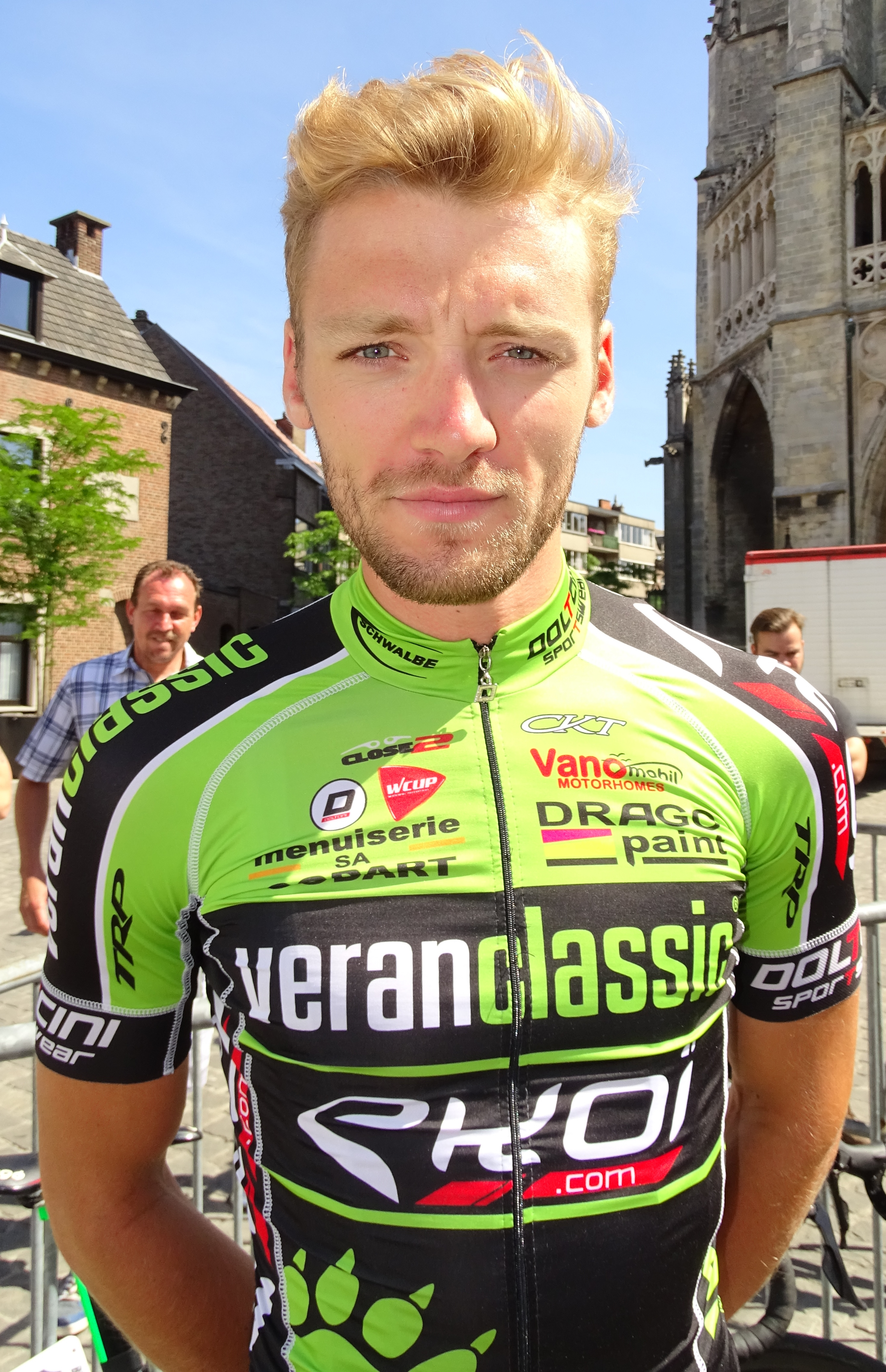
Robin Stenuit lors du Tour du Limbourg 2015 à Tongres.
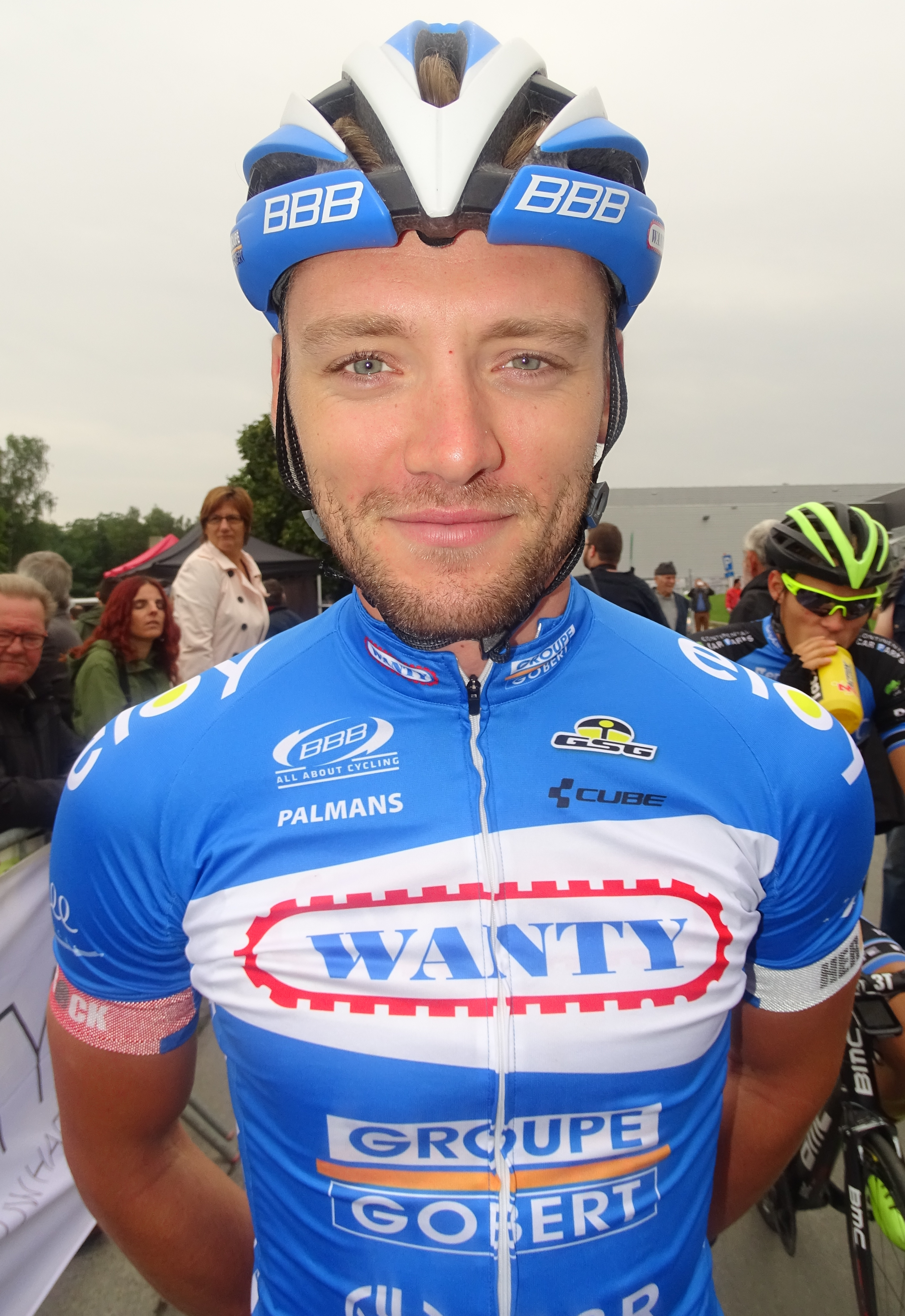
Robin Stenuit lors du Grand Prix de la ville de Zottegem 2015.
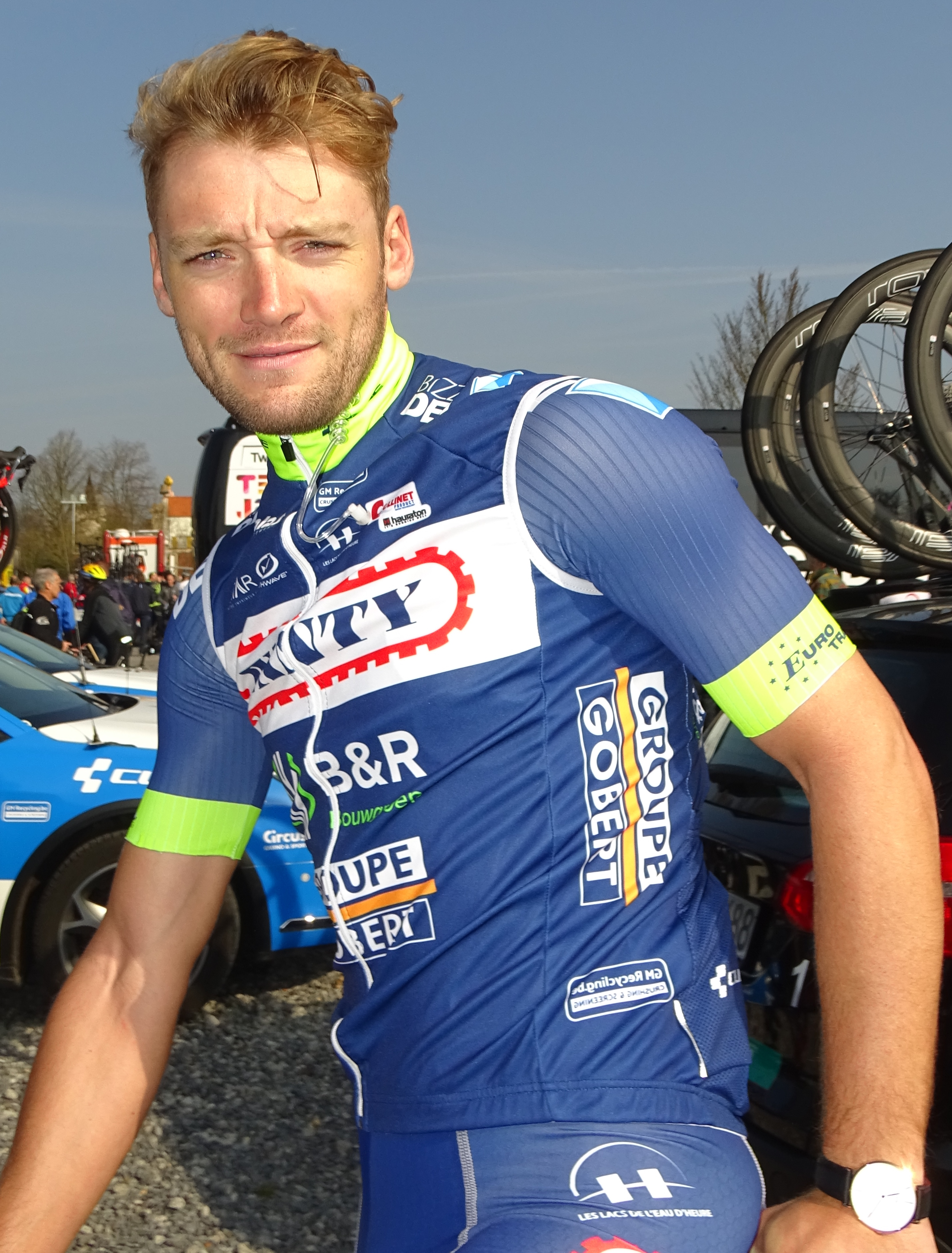
Robin Stenuit lors du départ de la 1re étape des Trois Jours de La Panne 2017 à Adinkerque.

## Palmarès et classements mondiaux

### Palmarès sur route
| - 2011 - 2e du ZLM Tour - 2013 - Omloop van de Grensstreek - 3e du Circuit des plages vendéennes - 3e du championnat de Belgique des élites sans contrat - 2014 - 2e de la Flèche côtière - 2015 - Grand Prix de la ville de Nogent-sur-Oise - 1re étape du Tour de Gironde - Mémorial Philippe Van Coningsloo - Omloop van de Gemeente Melle - Coupe Sels - 2e du championnat de Wallonie - 3e du Tour de Gironde | - 2019 - Gand-Staden - 2e de La Gislard - 2e des Boucles Cyclistes du Sud Avesnois - 3e du Grand Prix de Pérenchies |  |

Podiums
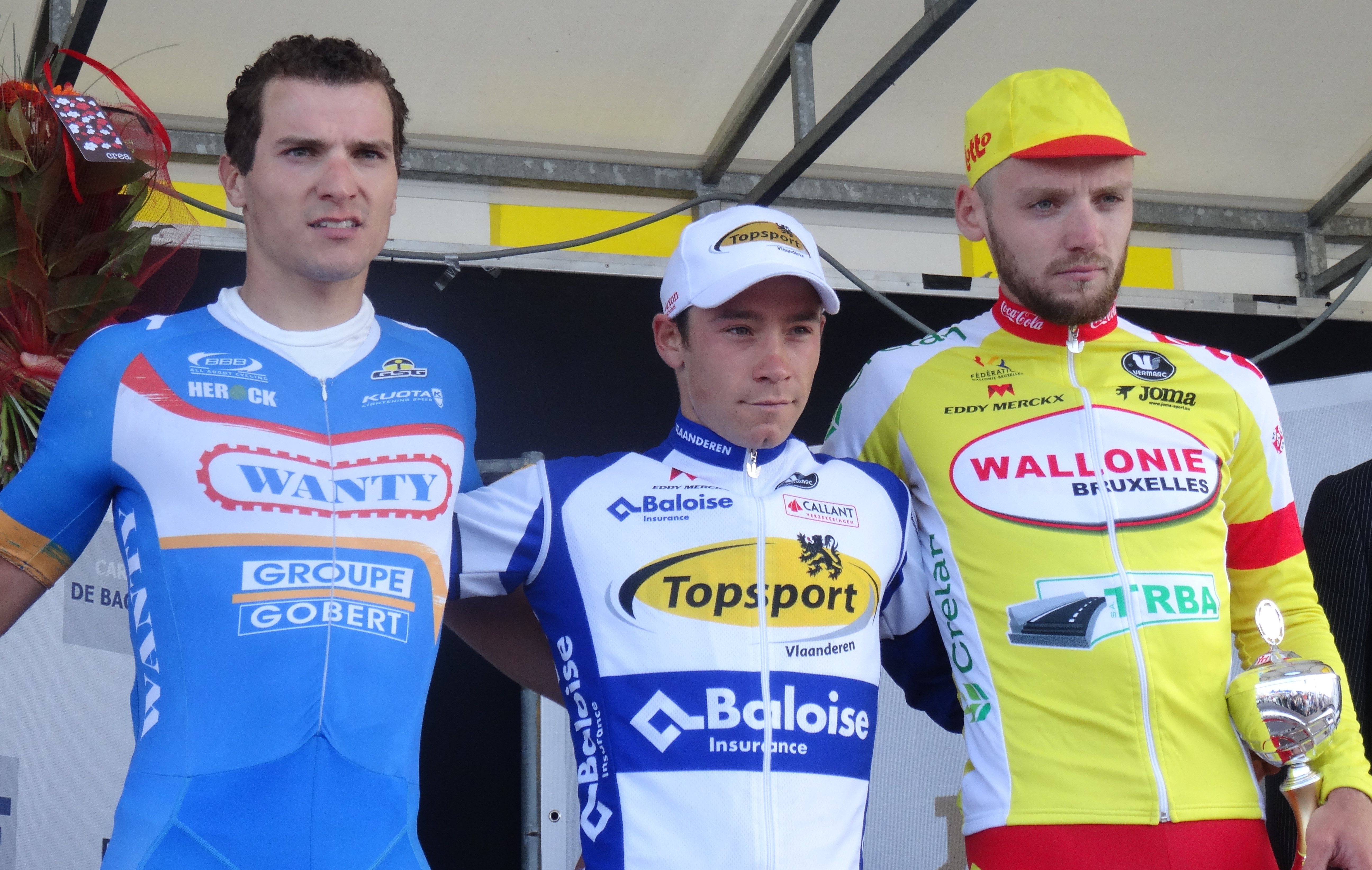
Podium de l'édition 2014 de la Flèche côtière : Roy Jans (3e), Michael Van Staeyen (1er) et Robin Stenuit (2e).
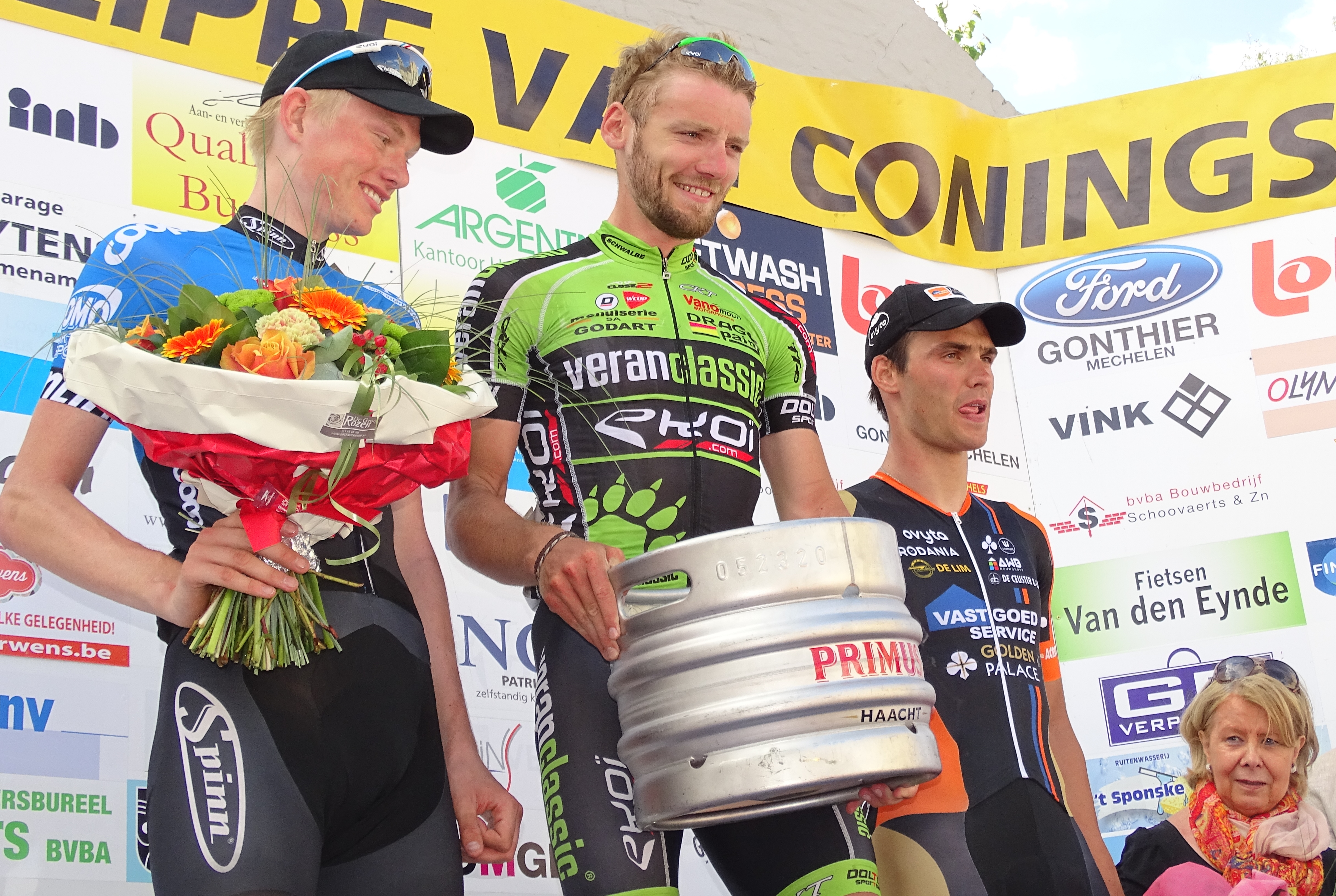
Podium de l'édition 2015 du Mémorial Philippe Van Coningsloo : Fredrik Strand Galta (2e), Robin Stenuit (1er) et Timothy Stevens (3e).
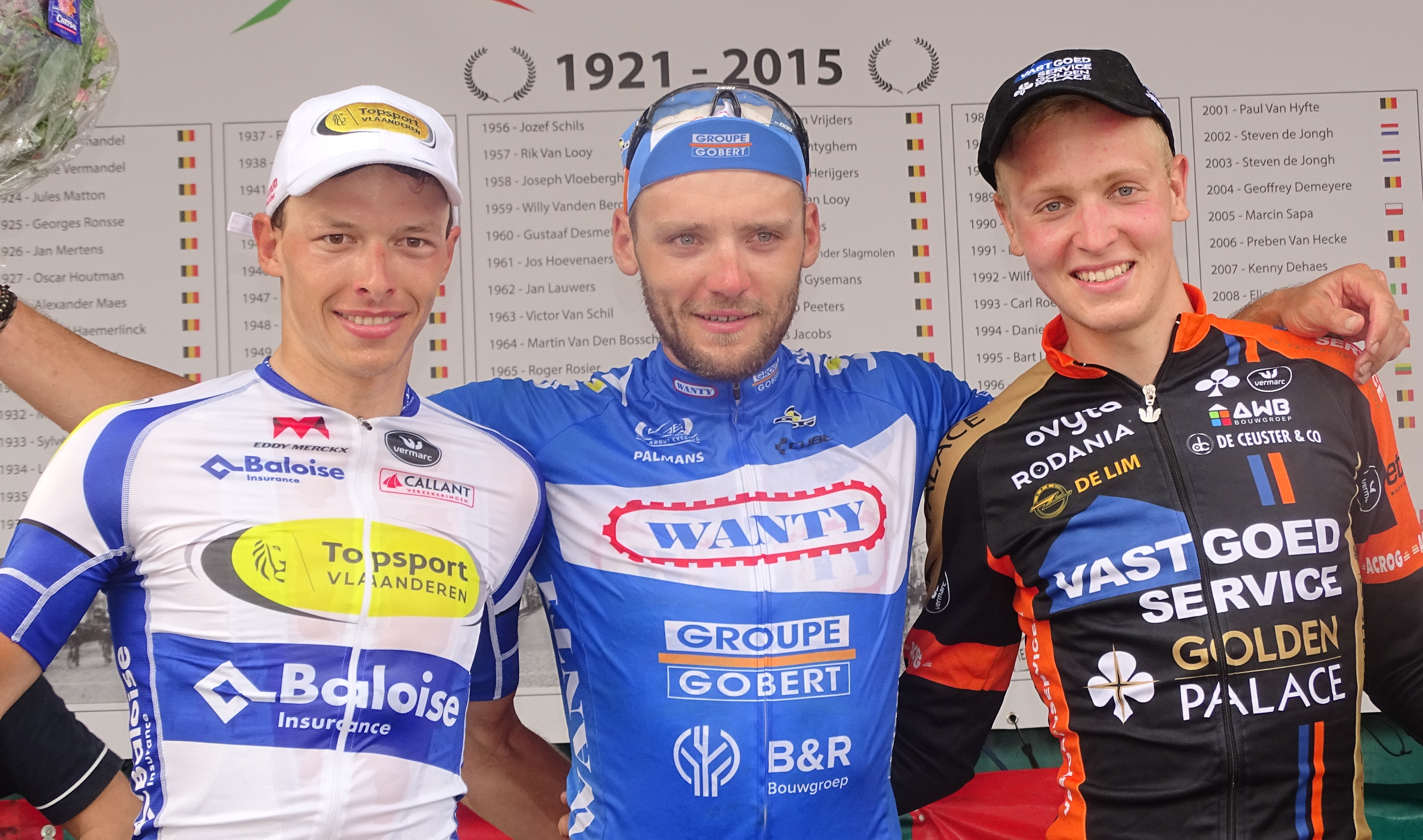
Podium de l'édition 2015 de la Coupe Sels : Oliver Naesen (2e), Robin Stenuit (1er) et Tim Merlier (3e).

### Classements mondiaux
| Année                                 | 2011 | 2012 | 2013 | 2014 | 2015 | 2016 | 2017 | 2018  | 2019  |
| ------------------------------------- | ---- | ---- | ---- | ---- | ---- | ---- | ---- | ----- | ----- |
| Classement mondial                    |      |      |      |      |      | 704e | 604e | 2299e | 1648e |
| UCI Europe Tour                       | 466e | 829e | nc   | 345e | 45e  | 433e | 350e | 1534e | 1088e |
|                                       |      |      |      |      |      |      |      |       |       |
| Légende : nc = non classéSource : UCI |      |      |      |      |      |      |      |       |       |